# Freccia del Brabante 1992
La Freccia del Brabante 1992, trentaduesima edizione della corsa, si svolse il 29 marzo su un percorso di 186 km, con partenza a Sint-Genesius-Rode e arrivo ad Alsemberg. Fu vinta dal belga Johan Capiot della squadra TVM-Sanyo davanti ai connazionali Paul Haghedooren e Mario De Clercq.

## Ordine d'arrivo (Top 10)
| Pos. | Corridore           | Squadra                                | Tempo    |
| ---- | ------------------- | -------------------------------------- | -------- |
| 1    | Johan Capiot        | TVM-Sanyo                              | 4h56'45" |
| 2    | Paul Haghedooren    | Collstrop-Garden Wood-Histor           | s.t.     |
| 3    | Mario De Clercq     | Buckler                                | s.t.     |
| 4    | Edwig Van Hooydonck | Buckler                                | s.t.     |
| 5    | Jan Siemons         | TVM-Sanyo                              | s.t.     |
| 6    | Benny Van Brabant   | La William-Duvel                       | s.t.     |
| 7    | Serge Baguet        | Lotto                                  | s.t.     |
| 8    | Giovanni Fidanza    | Gatorade                               | s.t.     |
| 9    | Jan Van Camp        | Assur Carpets-Willy Naessens-Euroclean | s.t.     |
| 10   | Eddy Bouwmans       | Panasonic-Sportlife                    | s.t.     |